# Hausen (Kelheim járás)
Hausen település Németországban, azon belül Bajorországban. Lakosainak száma 2244 fő (2023. december 31.).

## Népesség
A település népessége az elmúlt években az alábbi módon változott:
| Lakosok száma | 398  | 679  | 650  | 1720 | 2036 | 2084 | 2086 | 2107 | 2190 | 2244 |
|               | 1875 | 1950 | 1975 | 1987 | 2012 | 2014 | 2016 | 2017 | 2021 | 2023 |